# Brion (Indre)
Pour les articles homonymes, voir Brion.
Brion est une commune française située dans le département de l'Indre, en région Centre-Val de Loire.

## Géographie

### Localisation
La commune est située dans le centre du département, dans la région naturelle de la Champagne berrichonne.
Les communes limitrophes sont : Bretagne (6 km), La Champenoise (6 km), Liniez (8 km), Coings (8 km), Levroux (9 km) et Vineuil (10 km).
Les communes chefs-lieux et préfectorales sont : Levroux (9 km), Châteauroux (16 km), Issoudun (20 km), La Châtre (46 km) et Le Blanc (62 km).

### Hameaux et lieux-dits
Les hameaux et lieux-dits de la commune sont : le Grand Vau, la Meublaterie et le Chaignat.

### Géologie et hydrographie
La commune est classée en zone de sismicité 2, correspondant à une sismicité faible.
Le territoire communal possède les sources de la rivière Ringoire.

### Climat
Pour des articles plus généraux, voir Climat du Centre-Val de Loire et Climat de l'Indre.
En 2010, le climat de la commune est de type climat océanique dégradé des plaines du Centre et du Nord, selon une étude du CNRS s'appuyant sur une série de données couvrant la période 1971-2000. En 2020, Météo-France publie une typologie des climats de la France métropolitaine dans laquelle la commune est exposée à un climat océanique altéré et est dans la région climatique  Centre et contreforts nord du Massif Central, caractérisée par un air sec en été et un bon ensoleillement.
Pour la période 1971-2000, la température annuelle moyenne est de 11,5 °C, avec une amplitude thermique annuelle de 15,4 °C. Le cumul annuel moyen de précipitations est de 768 mm, avec 12,1 jours de précipitations en janvier et 7 jours en juillet. Pour la période 1991-2020, la température moyenne annuelle observée sur la station météorologique de Météo-France la plus proche, « Levroux - Treg. », sur la commune de Levroux à 9 km à vol d'oiseau, est de 11,8 °C et le cumul annuel moyen de précipitations est de 737,9 mm,. Pour l'avenir, les paramètres climatiques de la commune estimés pour 2050 selon différents scénarios d'émission de gaz à effet de serre sont consultables sur un site dédié publié par Météo-France en novembre 2022.

### Voies de communication et transports
L'autoroute A20 (L’Occitane) passe par le territoire communal et dessert un échangeur (numéro 11). On trouve aussi les routes départementales : 8, 8B, 27 et 37.
La gare ferroviaire la plus proche est la gare de Neuvy-Pailloux, à 14 km.
Brion est desservie par la ligne B du Réseau de mobilité interurbaine.
L'aéroport le plus proche est l'aéroport de Châteauroux-Centre, à 11 km.

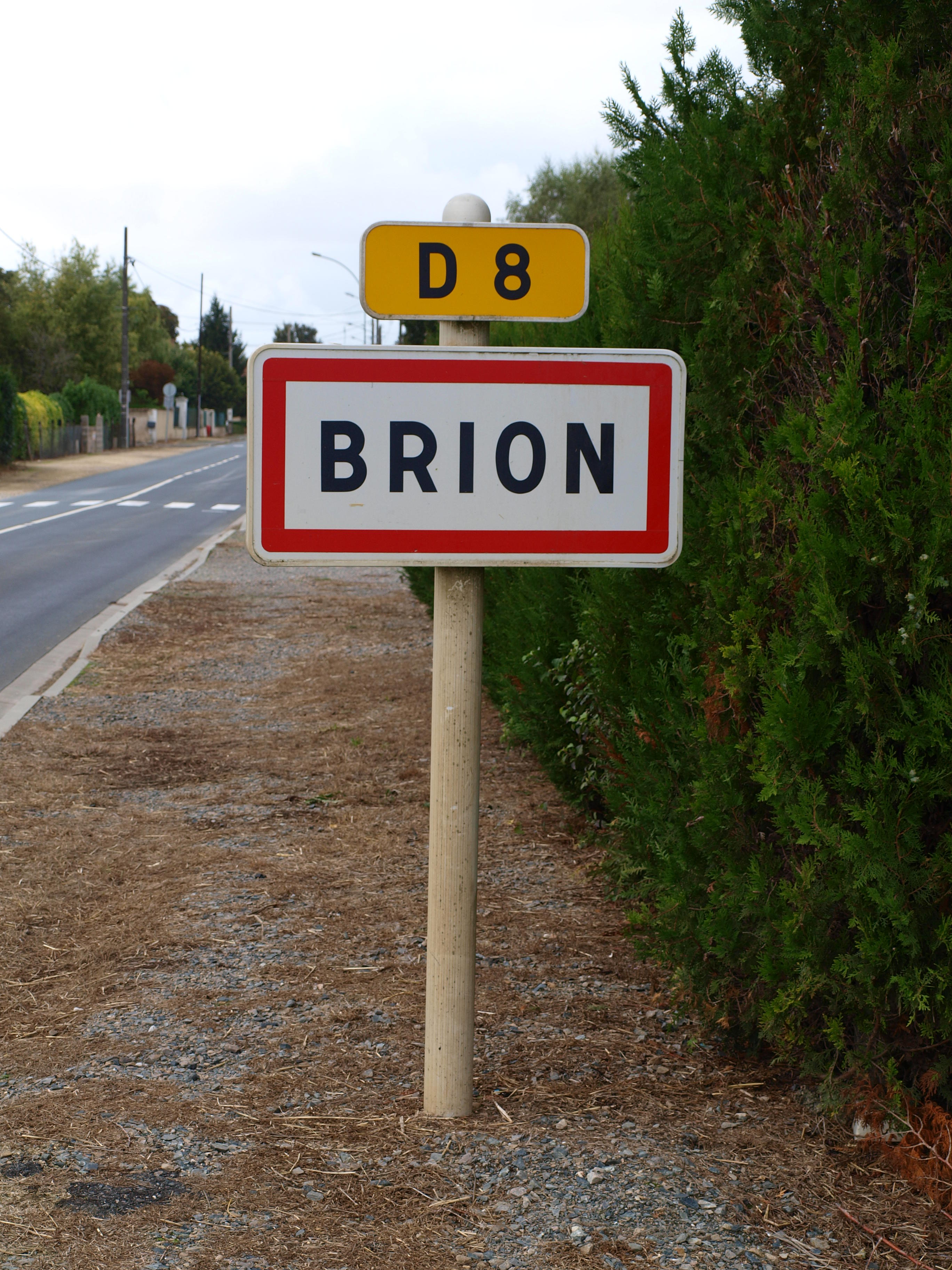
Le panneau d'entrée d’agglomération en 2013.
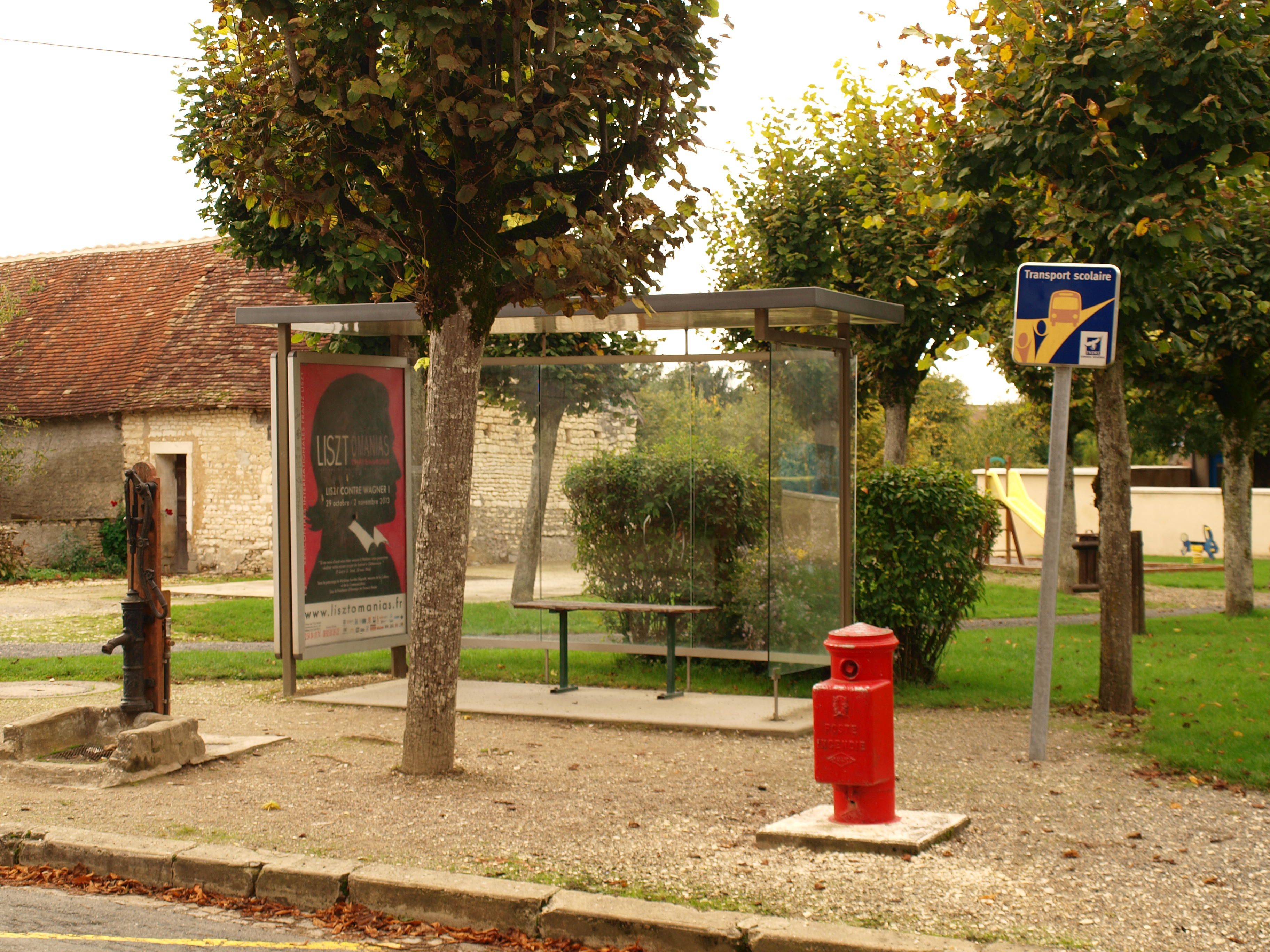
L'arrêt de bus L'Aile Bleue en 2013.

## Urbanisme

### Typologie
Au 1er janvier 2024, Brion est catégorisée commune rurale à habitat dispersé, selon la nouvelle grille communale de densité à sept niveaux définie par l'Insee en 2022.
Elle est située hors unité urbaine. Par ailleurs la commune fait partie de l'aire d'attraction de Châteauroux, dont elle est une commune de la couronne,. Cette aire, qui regroupe 71 communes, est catégorisée dans les aires de 50 000 à moins de 200 000 habitants,.

### Occupation des sols
L'occupation des sols de la commune, telle qu'elle ressort de la base de données européenne d’occupation biophysique des sols Corine Land Cover (CLC), est marquée par l'importance des territoires agricoles (95,1 % en 2018), une proportion sensiblement équivalente à celle de 1990 (95,3 %). La répartition détaillée en 2018 est la suivante : 
terres arables (91,9 %), forêts (3,7 %), zones agricoles hétérogènes (1,8 %), prairies (1,4 %), zones urbanisées (1,2 %). L'évolution de l’occupation des sols de la commune et de ses infrastructures peut être observée sur les différentes représentations cartographiques du territoire : la carte de Cassini (XVIIIe siècle), la carte d'état-major (1820-1866) et les cartes ou photos aériennes de l'IGN pour la période actuelle (1950 à aujourd'hui).

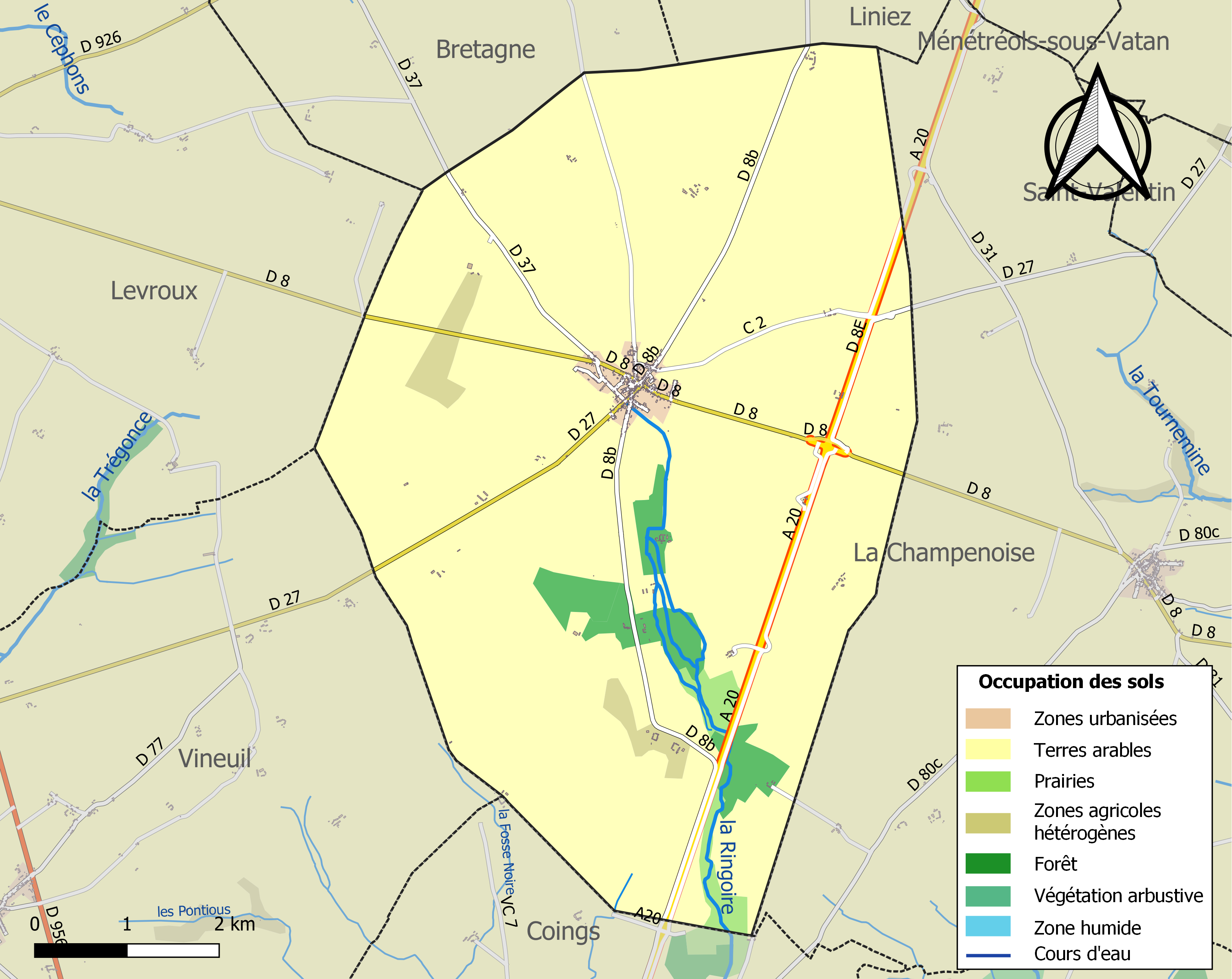
Carte des infrastructures et de l'occupation des sols de la commune en 2018 (CLC).

### Logement
Le tableau ci-dessous présente le détail du secteur des logements de la commune :
| Date du relevé                                              | 2013   | 2015   |
| Nombre total de logements                                   | 274    | 289    |
| Résidences principales                                      | 81,8 % | 81,8 % |
| Résidences secondaires                                      | 5,5 %  | 5,5 %  |
| Logements vacants                                           | 12,8 % | 12,8 % |
| Part des ménages propriétaires de leur résidence principale | 82,1 % | 82,1 % |

### Risques majeurs
Le territoire de la commune de Brion est vulnérable à différents aléas naturels : météorologiques (tempête, orage, neige, grand froid, canicule ou sécheresse) et séisme (sismicité faible). Il est également exposé à un risque technologique, le transport de matières dangereuses. Un site publié par le BRGM permet d'évaluer simplement et rapidement les risques d'un bien localisé soit par son adresse soit par le numéro de sa parcelle.

#### Risques naturels

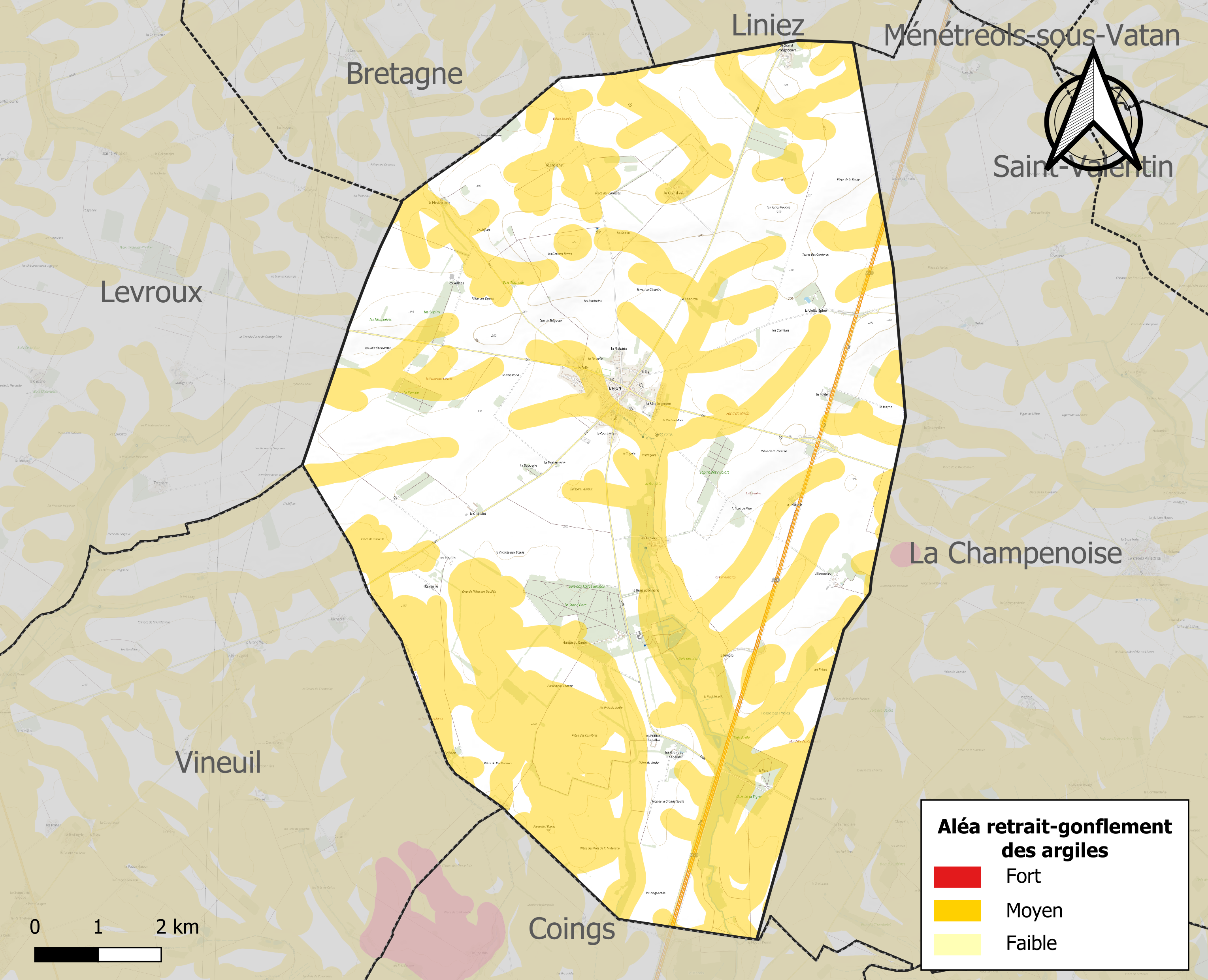
Carte des zones d'aléa retrait-gonflement des sols argileux de Brion.

Le retrait-gonflement des sols argileux est susceptible d'engendrer des dommages importants aux bâtiments en cas d’alternance de périodes de sécheresse et de pluie. 45,3 % de la superficie communale est en aléa moyen ou fort (84,7 % au niveau départemental et 48,5 % au niveau national). Sur les 308 bâtiments dénombrés sur la commune en 2019, 92 sont en aléa moyen ou fort, soit 30 %, à comparer aux 86 % au niveau départemental et 54 % au niveau national. Une cartographie de l'exposition du territoire national au retrait gonflement des sols argileux est disponible sur le site du BRGM,.
Concernant les mouvements de terrains, la commune a été reconnue en état de catastrophe naturelle au titre des dommages causés par des mouvements de terrain en 1999.

#### Risques technologiques
Le risque de transport de matières dangereuses sur la commune est lié à sa traversée par des infrastructures routières ou ferroviaires importantes ou la présence d'une canalisation de transport d'hydrocarbures. Un accident se produisant sur de telles infrastructures est en effet susceptible d’avoir des effets graves au bâti ou aux personnes jusqu’à 350 m, selon la nature du matériau transporté. Des dispositions d’urbanisme peuvent être préconisées en conséquence.

## Toponymie
Le nom de la commune est attesté sous différentes formes : Briun au XIII siècle, de Brionio en 1212 et 1303, Parrochia de Brion en 1218, Capella de Brion en 1271, Brionum en 1327, et Bryon en 1460.
Le toponyme dérive du gaulois briga-, signifiant « mont » ou « forteresse », auquel s’ajoute le suffixe -onem. Il désignerait ainsi un lieu fortifié ou situé sur une hauteur.
Ses habitants sont appelés les Brionnais.

## Histoire

### Familles seigneuriales
Une seule famille, en transmission féminine, a assumé le destin féodal de Brion du Xe siècle jusqu'en 1716. Puis Brion est passé à une famille alliée, les Longaunay.
Comme ses voisines Levroux (avec Romsac et Saint-Phalle), Rouvres-les-Bois, Bouges-le-Château et Sainte-Colombe, Baudres ou Bretagne, Brion faisait d'abord partie de la « principauté de Déols », et relevait donc des princes de Déols, seigneurs de Châteauroux. Puis elle passe à Marguerite de Beaumez (Bommiers), dame de Châteaumeillant, dont la mère est Mathilde de Déols et qui épouse en 1282 Henri III de Sully, bouteiller de France, † en Aragon en 1285 dans la campagne menée par le roi Philippe III.
Leur fils Henri IV de Sully, sire de Brion et Châteaumeillant, gouverneur de Navarre, grand-bouteiller de France, a pour fille cadette Jeanne de Sully, dame de Maupas et Corbigny, qui transmet Brion à son mari le vicomte Jean Ier de Rochechouart, épousé en 1336. Un de leurs petits-fils cadets, Jean-Louis de Rochechouart sire d'Aspremont (fief venu de sa mère Isabeau de Parthenay, fille de Guy de Parthenay-Soubise), hérite de Brion après son demi-frère Foulques de Rochechouart (deux frères du vicomte Jean II, tous fils du vicomte Louis) ; il a pour fils Jean-Jacques et pour petite-fille Isabeau de Rochechouart, qui passe Brion et Apremont à son mari Renaud Chabot de La Grève seigneur de Jarnac.
Renaud Chabot et Isabeau sont les parents de Jacques Chabot et les grands-parents du célèbre amiral de Brion, Philippe Chabot, amiral de France en 1526, ami et neveu par alliance de François Ier, comte de Charny et Buzançais. Le fils aîné de l'amiral Philippe, Léonor, hérite de Brion, que sa fille cadette Charlotte Chabot apporte à son mari Jacques Le Veneur de Tillières.
Leur fille Anne Le Veneur de Tillières, dame de Brion, est la femme de François de Fiesque (famille Fieschi, des comtes génois de Lavagna : François, né en 1586 et mort en 1621 au siège de Montauban, comte de Lavagne, baron de Bressuire et de Levroux, était le fils de Scipione Fieschi (Scipion de Fiesque) – réchappé de l'échec de la conjuration de Fiesque en 1547, et réfugié à la cour de France – et d'Alphonsine Strozzi, dame de Levroux par don de la reine Catherine à son mariage en 1581, et dame de Bressuire en succession de son père Philippe Strozzi, lui-même fils du maréchal Piero Strozzi, un cousin germain de ladite reine Catherine de Médicis. Leur fils aîné Charles-Léon de Fiesque continue les barons de Levroux, alors que son frère cadet Claude de Fiesque est baron de Brion et abbé de Lonlay. Leur sœur Marie de Fiesque transmet Brion à son mari Pierre de Bréauté et à leur fils Alexandre-Charles de Bréauté, sans postérité, aussi baron de Levroux en 1708 à la mort sans alliance de son cousin germain Jean-Louis-Marie de Fiesque, fils de Charles-Léon.
La famille de Fiesque, branche française des Fieschi, étant alors éteinte, la succession de Brion et de Levroux est recueillie en 1716 par le petit-cousin d'Alexandre-Charles de Bréauté, Antoine-François marquis de Longaunay, né en 1664, gouverneur de Carentan, petit-fils de Suzanne de Bréauté – la sœur de Pierre de Bréauté ci-dessus ; donc sans parenté avec les anciens seigneurs de Brion – et père d'Antoine-Antonin (1696-1759, marquis de Dampierre, baron de Levroux en 1745) et d'Alexandre de Longaunay baron de Brion. Levroux et Brion sont donc passées au début du XVIIIe siècle d'une famille normande à l'autre, des Bréauté aux Longaunay de Dampierre, pour ainsi quitter, au bout de huit siècles, le sang des princes de Déols.

## Politique et administration
La commune dépend de l'arrondissement de Châteauroux, du canton de Levroux, de la deuxième circonscription de l'Indre et de la communauté de communes de la Région de Levroux.
Elle dispose d'une agence postale communale et d'un centre de première intervention.

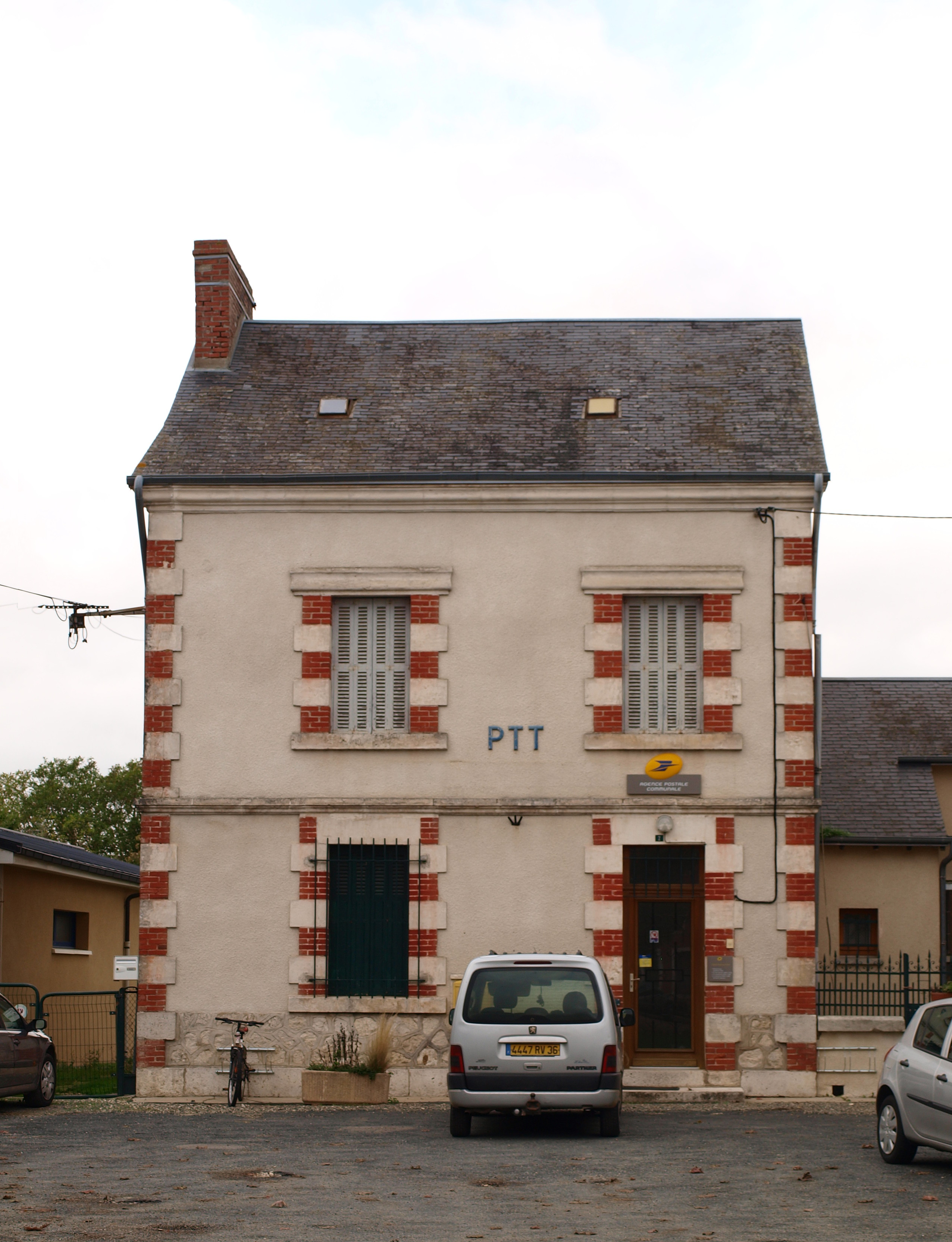
L'agence postale communale en 2013.

| Période | Période  | Identité       | Étiquette | Qualité             |
| ------- | -------- | -------------- | --------- | ------------------- |
| 1989    | ?        | Chantal Barre  | ?         | ?                   |
| 2005,   | En cours | Thierry Fourré | DVD       | Exploitant agricole |

## Population et société

### Démographie
L'évolution du nombre d'habitants est connue à travers les recensements de la population effectués dans la commune depuis 1793. Pour les communes de moins de 10 000 habitants, une enquête de recensement portant sur toute la population est réalisée tous les cinq ans, les populations de référence des années intermédiaires étant quant à elles estimées par interpolation ou extrapolation. Pour la commune, le premier recensement exhaustif entrant dans le cadre du nouveau dispositif a été réalisé en 2008.

En 2022, la commune comptait 595 habitants, en évolution de +7,01 % par rapport à 2016 (Indre : −3 %, France hors Mayotte : +2,11 %).
| 1793 | 1800 | 1806 | 1821 | 1831 | 1836 | 1841 | 1846 | 1851 |
| ---- | ---- | ---- | ---- | ---- | ---- | ---- | ---- | ---- |
| 550  | 509  | 586  | 658  | 700  | 761  | 765  | 804  | 785  |

| 1856 | 1861 | 1866 | 1872 | 1876 | 1881 | 1886 | 1891 | 1896 |
| ---- | ---- | ---- | ---- | ---- | ---- | ---- | ---- | ---- |
| 799  | 810  | 841  | 795  | 833  | 835  | 847  | 851  | 805  |

| 1901 | 1906 | 1911 | 1921 | 1926 | 1931 | 1936 | 1946 | 1954 |
| ---- | ---- | ---- | ---- | ---- | ---- | ---- | ---- | ---- |
| 776  | 813  | 828  | 744  | 794  | 772  | 788  | 778  | 753  |

| 1962 | 1968 | 1975 | 1982 | 1990 | 1999 | 2006 | 2008 | 2013 |
| ---- | ---- | ---- | ---- | ---- | ---- | ---- | ---- | ---- |
| 686  | 680  | 585  | 598  | 496  | 440  | 481  | 493  | 515  |

| 2018 | 2022 | - | - | - | - | - | - | - |
| ---- | ---- | - | - | - | - | - | - | - |
| 589  | 595  | - | - | - | - | - | - | - |

### Enseignement
La commune dépend de la circonscription académique d'Issoudun.

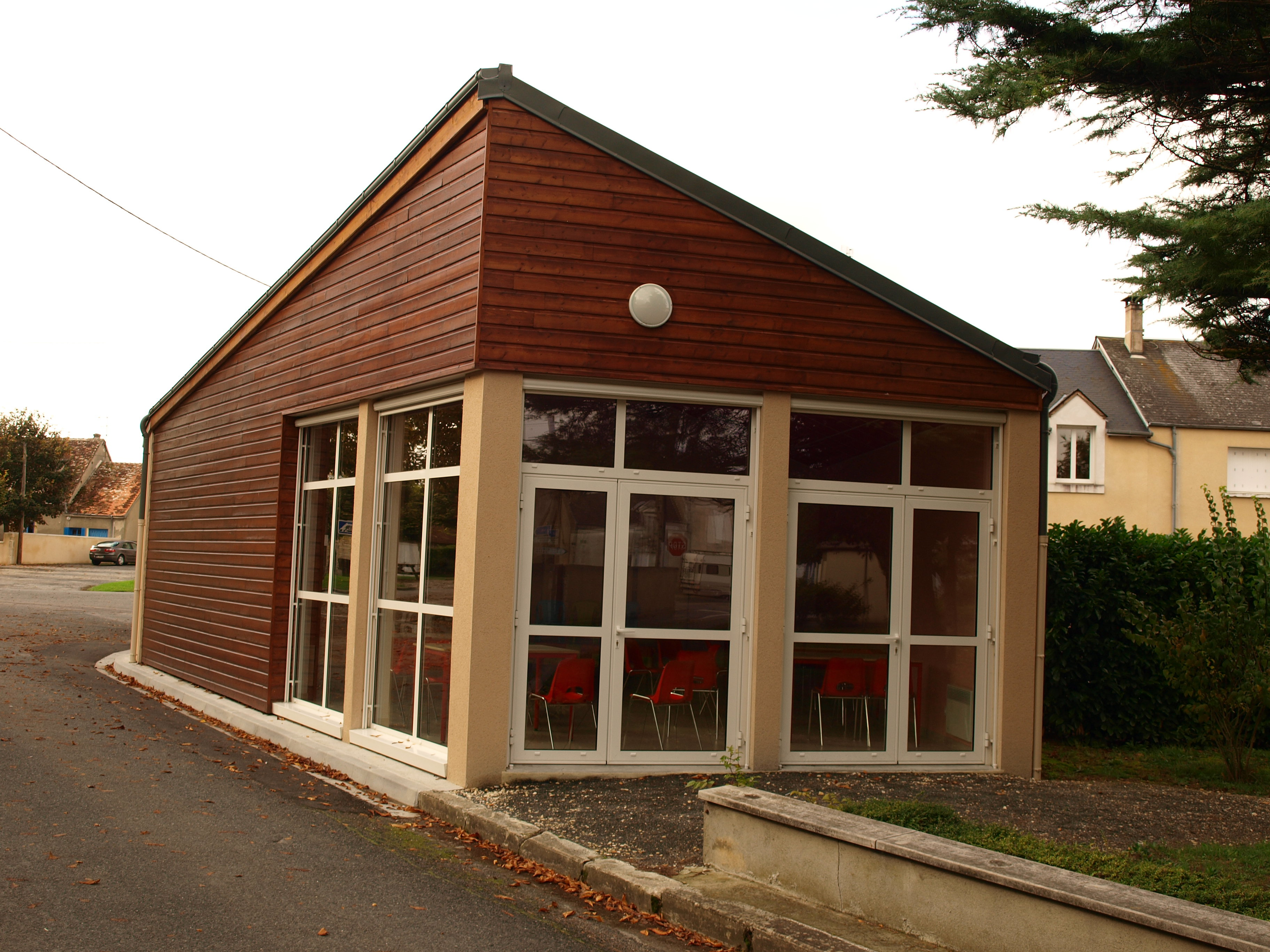
La cantine scolaire en 2013.

### Médias
La commune est couverte par les médias suivants : La Nouvelle République du Centre-Ouest, Le Berry républicain, L'Écho - La Marseillaise, La Bouinotte, Le Petit Berrichon, France 3 Centre-Val de Loire, Berry Issoudun Première, Vibration, Forum, France Bleu Berry et RCF en Berry.

## Économie
La commune se situe dans l’aire urbaine de Châteauroux, dans la zone d’emploi de Châteauroux et dans le bassin de vie de Levroux.
La commune se trouve dans l'aire géographique et dans la zone de production du lait, de fabrication et d'affinage du fromage Valençay.
La culture de la lentille verte du Berry est présente dans la commune.
Plusieurs commerces se trouve dans la commune.

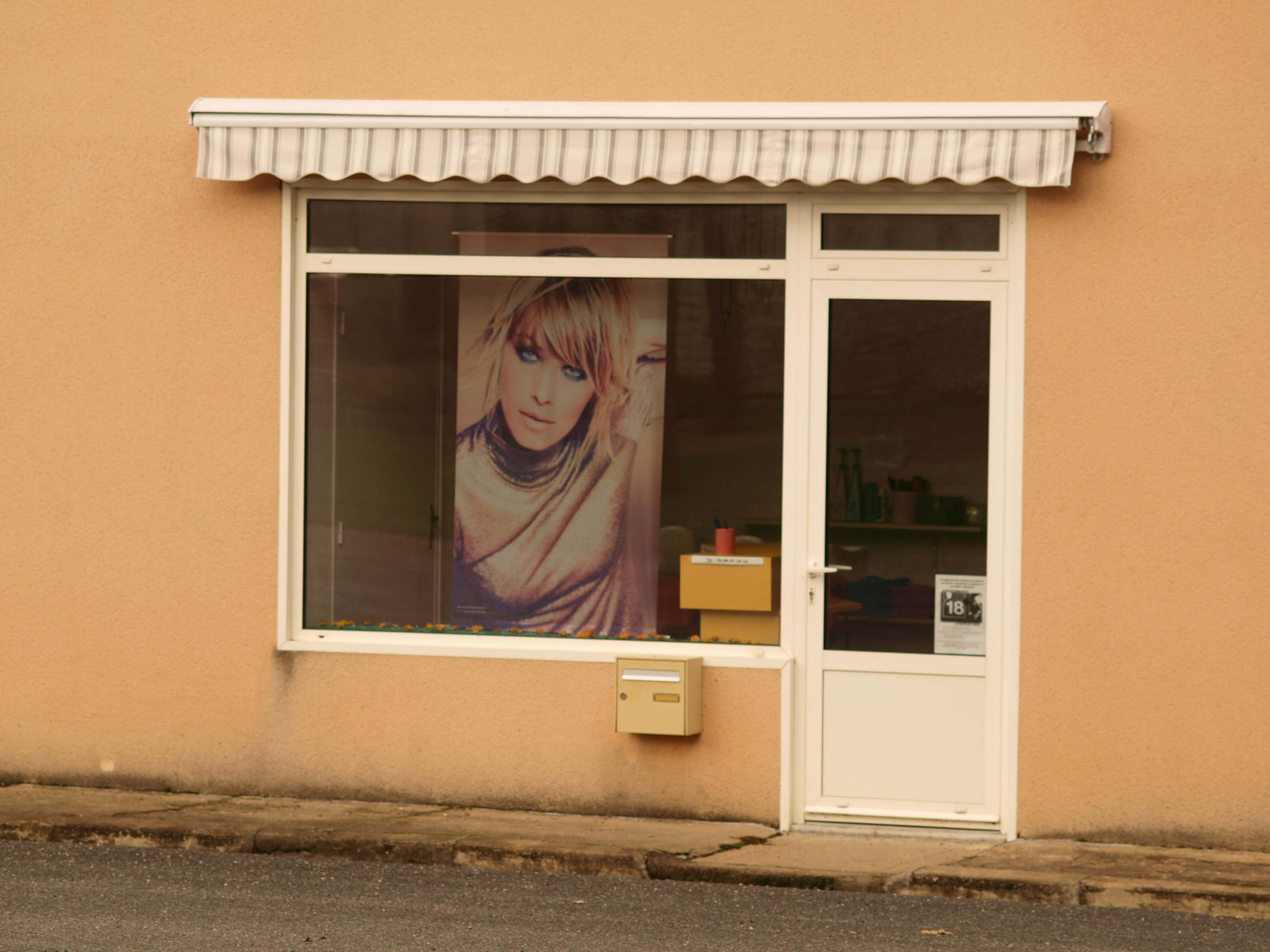
Le salon de coiffure en 2013.
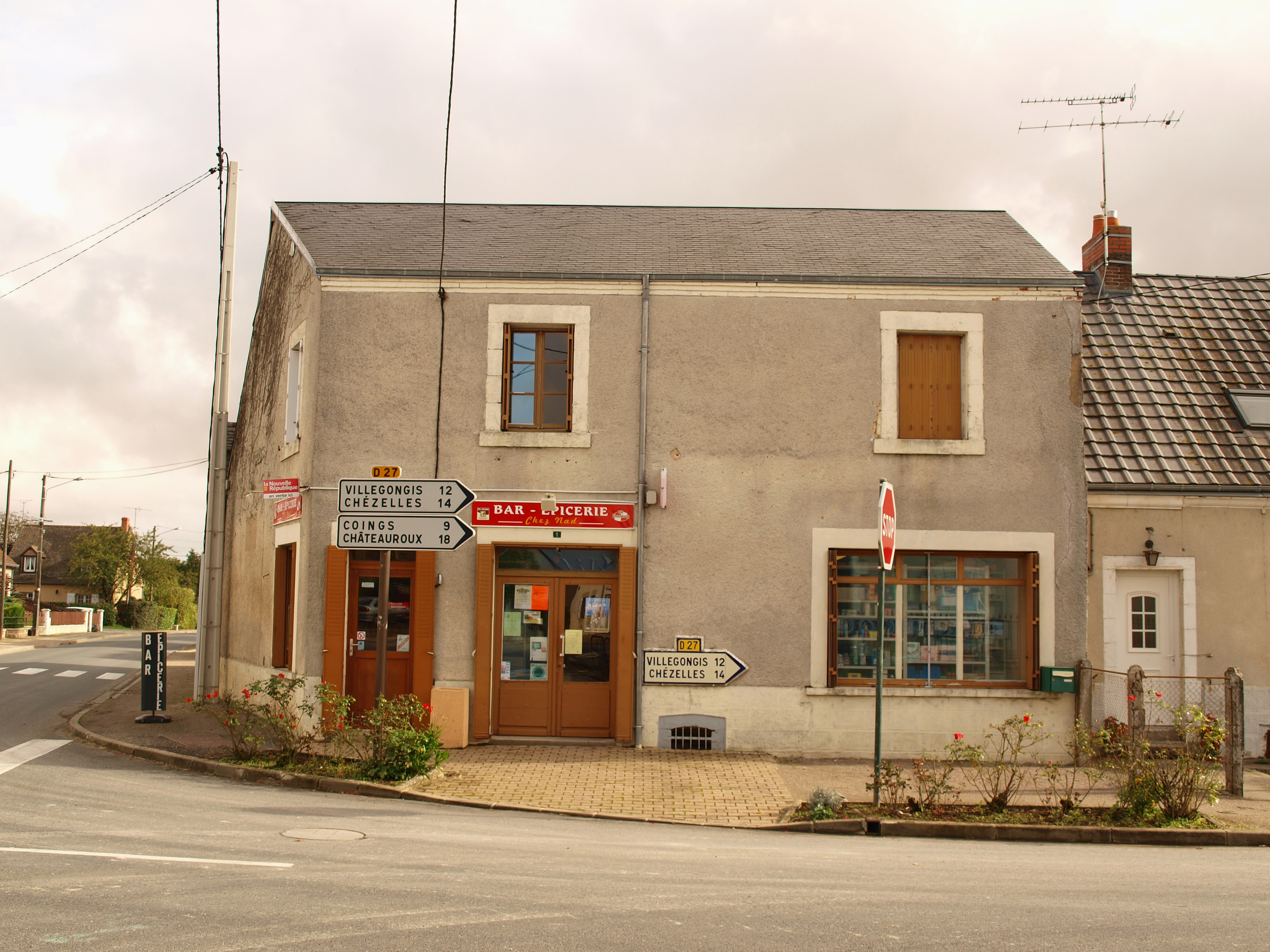
L'épicerie en 2013.

## Culture locale et patrimoine

### Lieux et monuments
- Château des Chapelles : propriété de la famille Grillon puis des Adam à la mort d'Amador Grillon des Chapelles, le 15 janvier 1868. Ce dernier, conseiller de préfecture, secrétaire général du département de l'Indre, est l'auteur d'Esquisses biographiques du département de l'Indre et d'une notice sur l'abbaye de Déols.
- Église.
- Monument aux morts.
- Ancienne pompe.

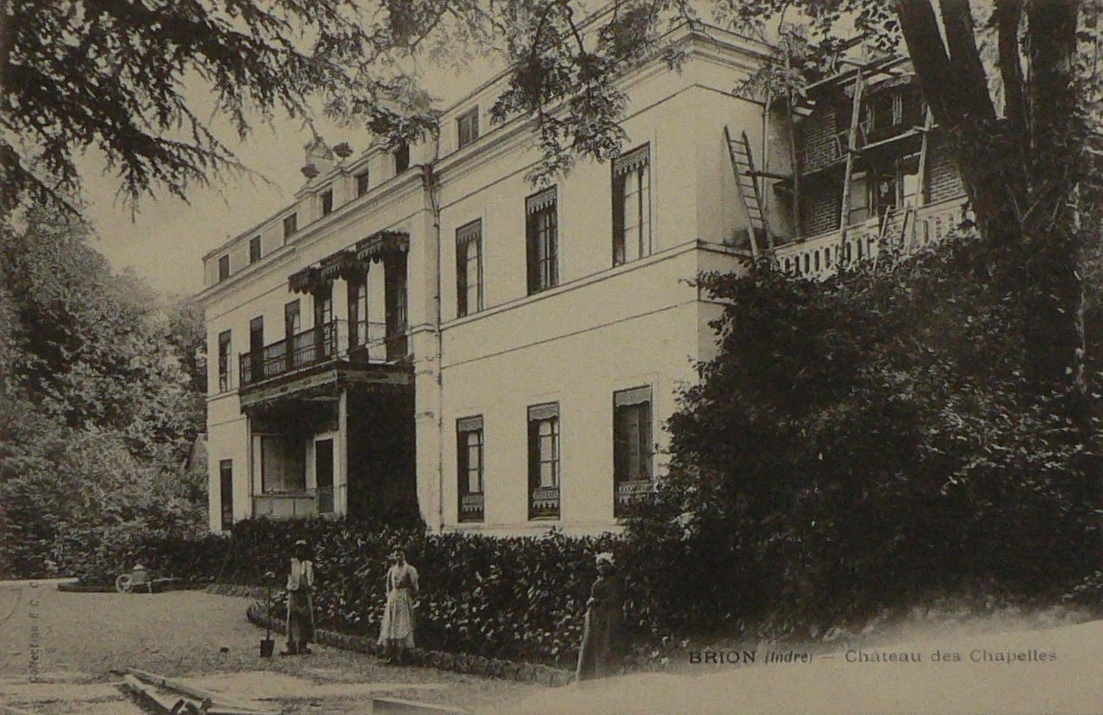
Le château des Chapelles.
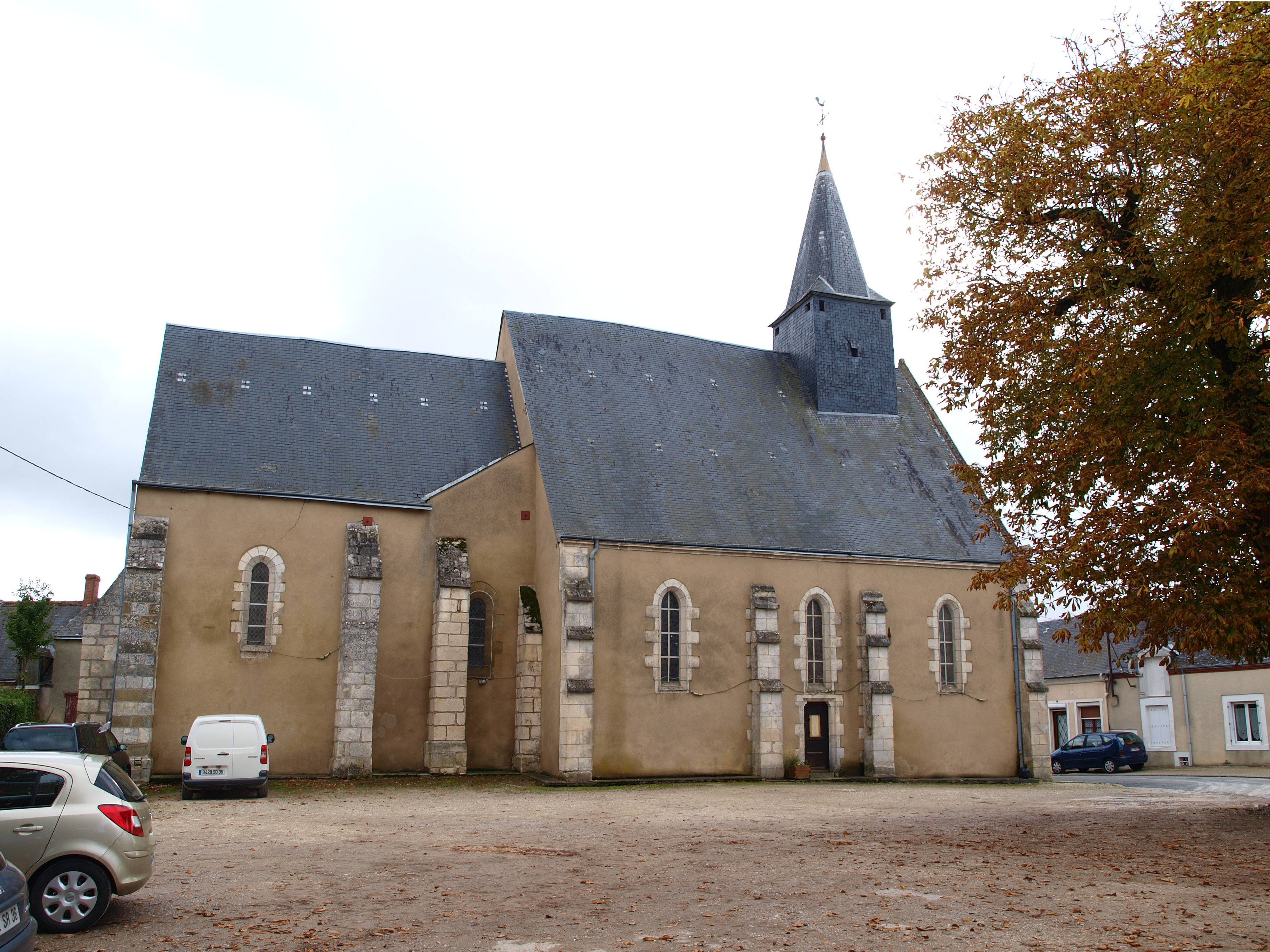
L'église en 2013.
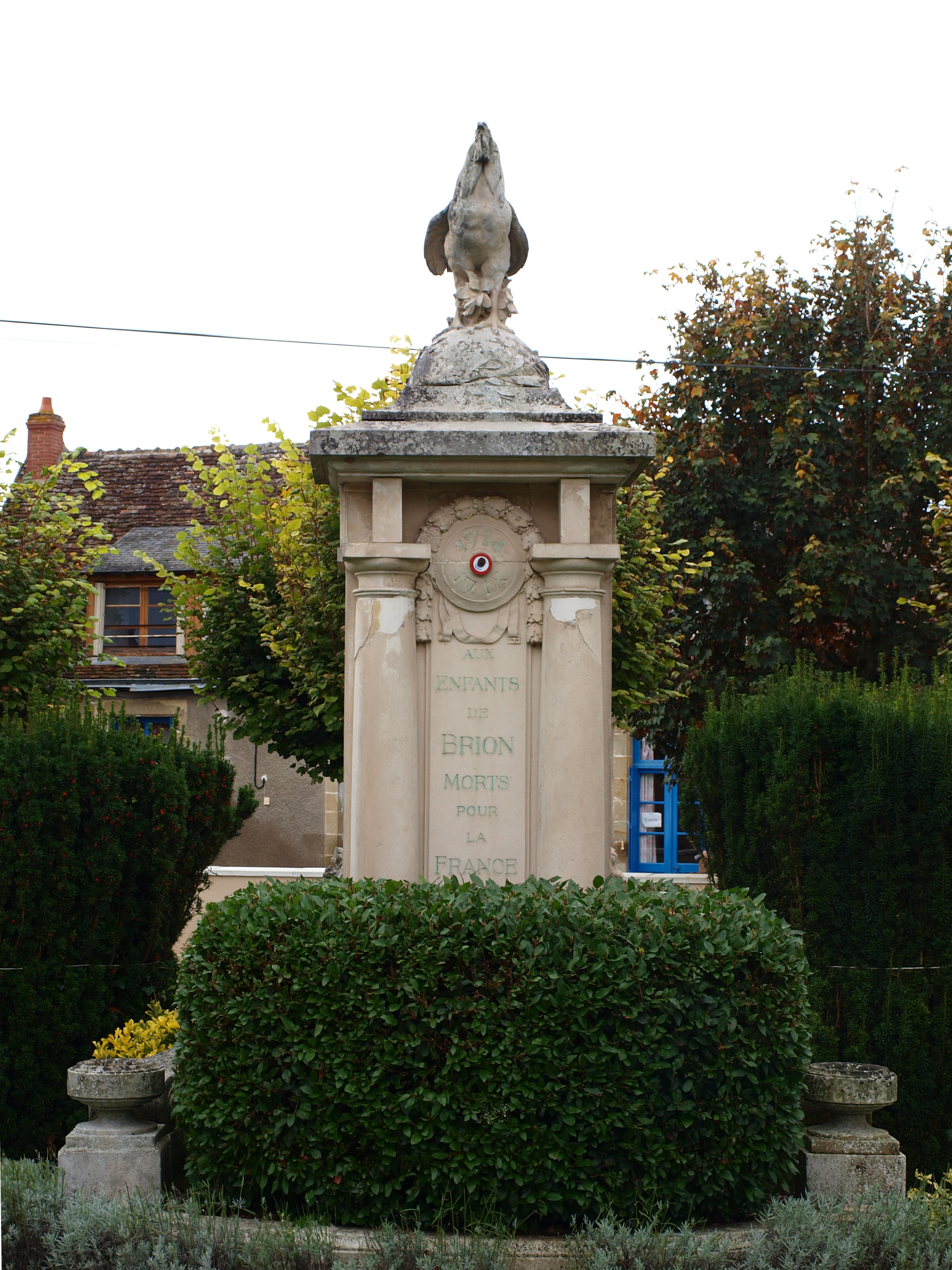
Le monument aux morts en 2013.
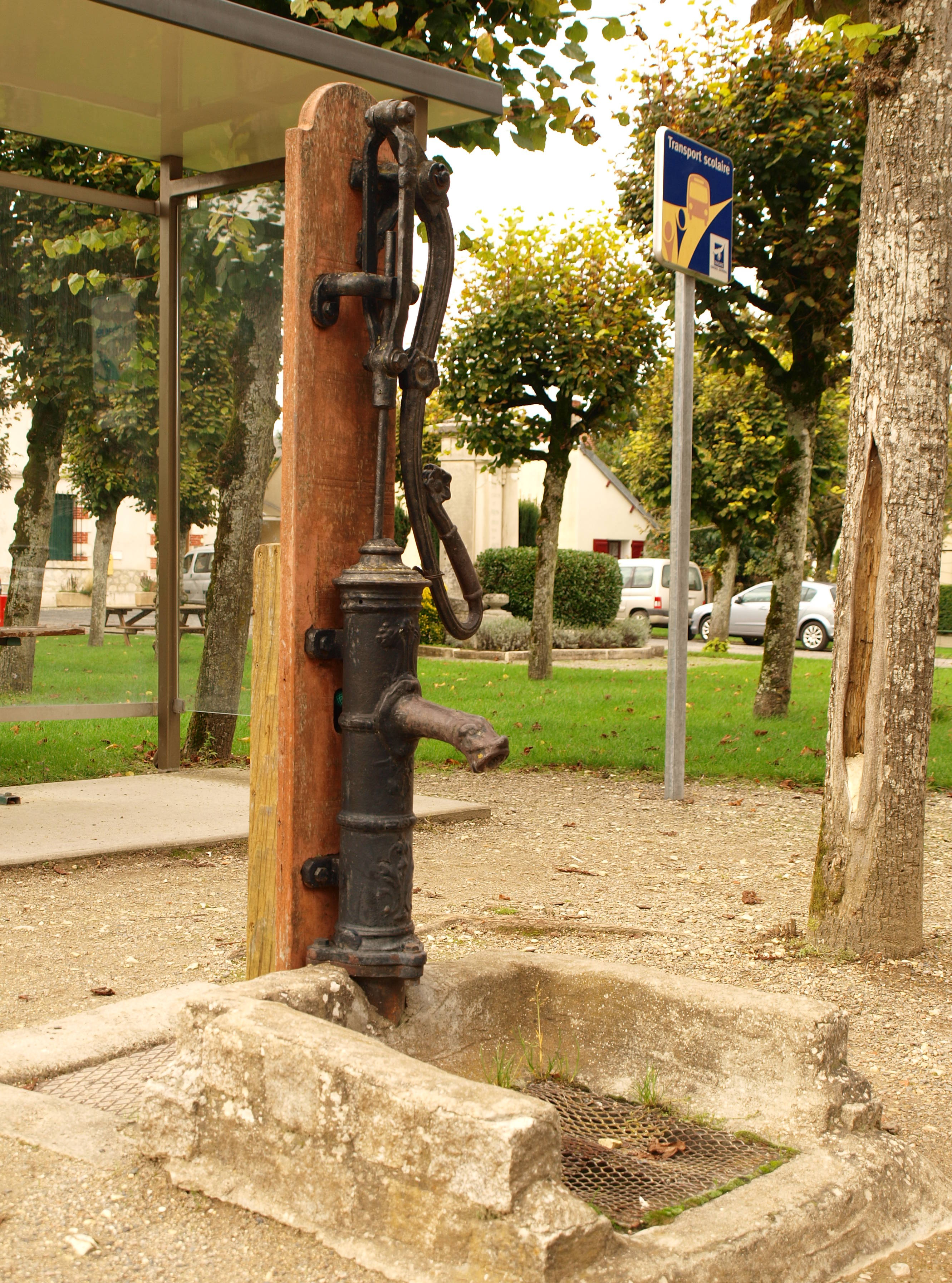
L'ancienne pompe en 2013.

### Personnalités liées à la commune
- Guy Besse (1926-2017), maire de Levroux puis sénateur, né sur la commune.